# Cosmos 96
La Cosmos 96 fue una sonda espacial de 960 kg, de tipo Zond, similar a la Venera 2 y la Venera 3. Lanzada el 23 de noviembre de 1965, probablemente dentro del programa Venera, su misión prevista era sobrevolar el planeta Venus y realizar diferentes investigaciones sobre él.
Previsiblemente, de haber tenido éxito, se la habría renombrado a Venera o Zond, pero no consiguió salir de la órbita de la Tierra y se quedó con la denominación Cosmos, utilizada por los soviéticos para designar a sus satélites situados en órbita terrestre.
La Cosmos 96 reentró en la atmósfera de la Tierra, debido a un problema técnico, el 9 de diciembre de 1965 sobre Canadá. Según la NASA, la reentrada del satélite sería el origen del llamado "Incidente de OVNI de Kecksburg, que algunos consideraron como un caso de contacto OVNI.
- Datos: Q1632091